# Ван Юнчжи
Ван Юнчжи (кит. упр. 王永志, пиньинь Wáng Yǒngzhì; 17 ноября 1932, уезд Чанту, пров. Фэнтянь, Маньчжоу-го — 11 июня 2024) — главный конструктор первого китайского пилотируемого корабля Шэньчжоу-5 и Шэньчжоу-6, академик Инженерной академии Китая.
Выпускник Московского авиационного института им. Серго Орджоникидзе 1961 года.
В 2003 году награждён председателем КНР Ху Цзиньтао высшей наградой КНР в области науки и техники — «За выдающиеся достижения в области науки и техники».
Умер 11 июня 2024 года в возрасте 91 года. 13 сентября 2024 года посмертно награждён Медалью Республики.